# 国立天文台
国立天文台（こくりつてんもんだい、英: National Astronomical Observatory of Japan, NAOJ）は、理論・観測の両面から天文学を研究する日本の研究所・大学共同利用機関である。大学共同利用機関法人自然科学研究機構を構成する研究所の1つでもある。
日本国外のハワイ観測所などいくつかの観測所や、三鷹キャンパスなどで研究活動をしており、総称として国立天文台と呼ばれる。本部は東京都三鷹市の三鷹キャンパス内にある。

## 概要

### 歴史
近代日本における国立の天体観測所は、海軍水路寮が東京府麻布区飯倉（現：東京都港区麻布台）に設置した観象台から始まる。
別途、東京帝国大学（現在の東京大学）に星学科が設立された時、その附属の研究所として同じく麻布狸穴町に新たな観象台が設置され、1888年（明治21年）に、帝国大学附属東京天文台となる。東京の発展により、麻布付近は夜の灯火が増えて天体観測に適さなくなった。このため、当時は雑木林や田畑が広がる農村でありながら、甲武鉄道（現：JR中央本線）の開業により交通の便が良くなった三鷹への移転が決まり、1914年に工事が始まった。当初は都会を離れることを嫌がっていた職員やその家族も、関東大震災（1923年）の被災により、三鷹周辺への移住が進んだ。
東京天文台は、名古屋大学空電研究所や文部省緯度観測所（現在の水沢VLBI観測所）と移管統合され、文部省直属の研究機関である国立天文台となる。行政改革により、分子科学研究所など4つの国立研究所と統合再編及び法人化され、大学共同利用機関法人自然科学研究機構国立天文台になる。

### 構成
国立天文台は、東京都三鷹市に本部を置き、日本各地や国外にも観測施設を設置し観測業務並びに機器開発、装置運用を実施している。大学共同利用機関法人自然科学研究機構を構成する大学共同利用機関の一つであり、総合研究大学院大学の専攻研究科を構成する。

## 歴代台長
国立天文台発足以降の、歴代台長（在任期間）の一覧
- 初代 古在由秀（1988年 - 1994年）
- 2代 小平桂一（1994年 - 2000年）
- 3代 海部宣男（2000年 - 2006年）
- 4代 観山正見（2006年 - 2012年）
- 5代 林正彦（2012年 - 2018年）
- 6代 常田佐久（2018年 - 2024年）
- 7代 土居守（2024年 - ）

国立天文台長は、4年間の任期制であり、再選により2年の延長が可能である。
前身の一つである東京天文台の歴代台長（在任期間）の一覧
- 初代 寺尾寿（1888年 - 1919年）
- 2代 平山信（1919年 - 1928年）
- 3代 早乙女清房（1928年 - 1936年）
- 4代 関口鯉吉（1936年 - 1939年、前職：中央気象台技師、後職：文部省専門学務局長）
- 台長事務取扱 福見尚文（1939年 - 1940年、東京天文台技師兼任）
- 5代 関口鯉吉（1940年 - 1946年、再任）
- 6代 萩原雄祐（1946年 - 1957年）
- 7代 宮地政司（1957年 - 1963年）
- 8代 広瀬秀雄（1963年 - 1968年）
- 9代 古畑正秋（1968年 - 1973年）
- 10代 大沢清輝（1973年 - 1977年）
- 11代 末元善三郎（1977年 - 1981年）
- 12代 古在由秀（1981年 - 1988年、国立天文台に改組）

## 沿革

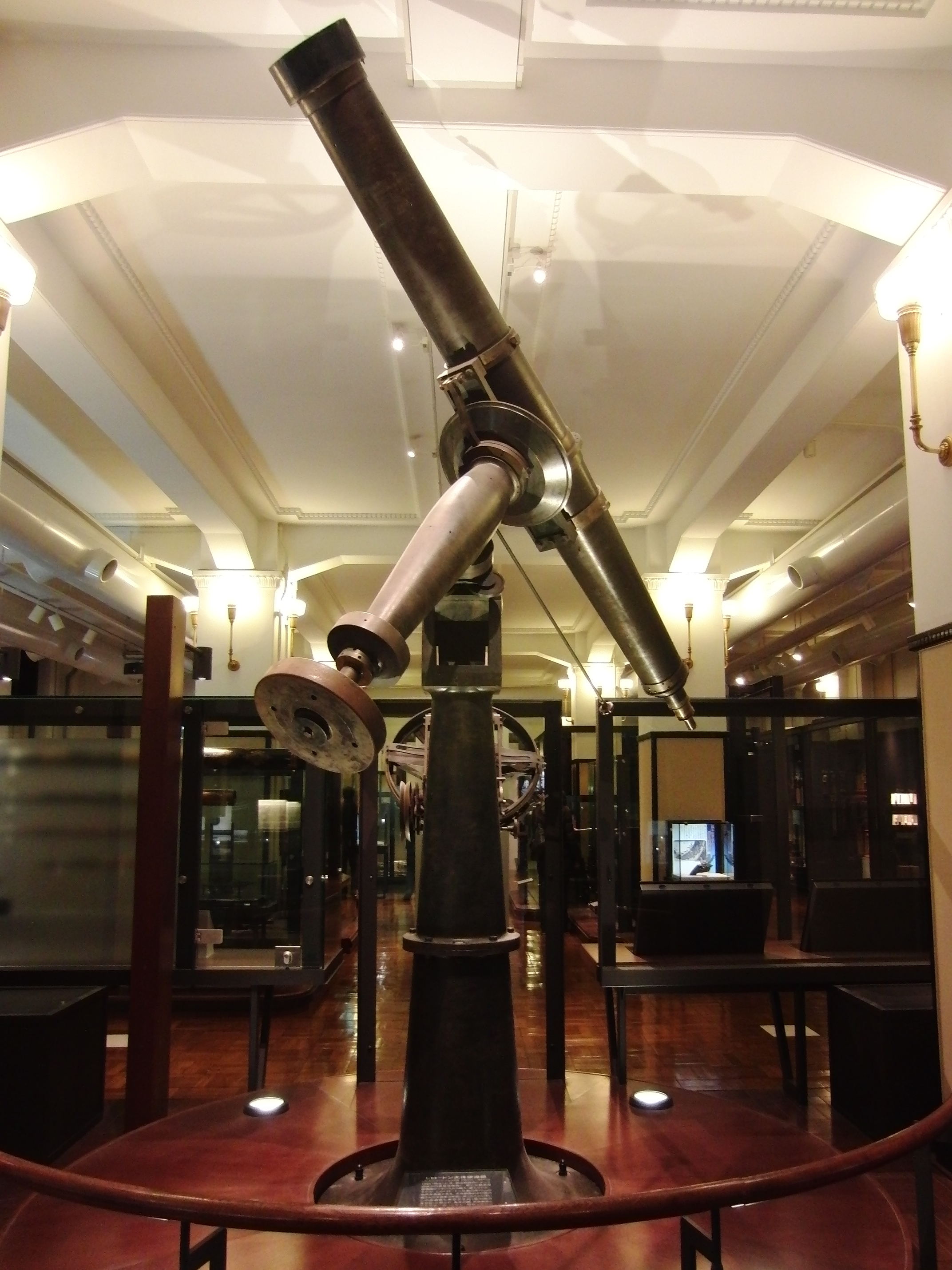
1880年、内務省地理局に導入されたトロートン&シムズ製天体望遠鏡。重要文化財。国立科学博物館の展示。

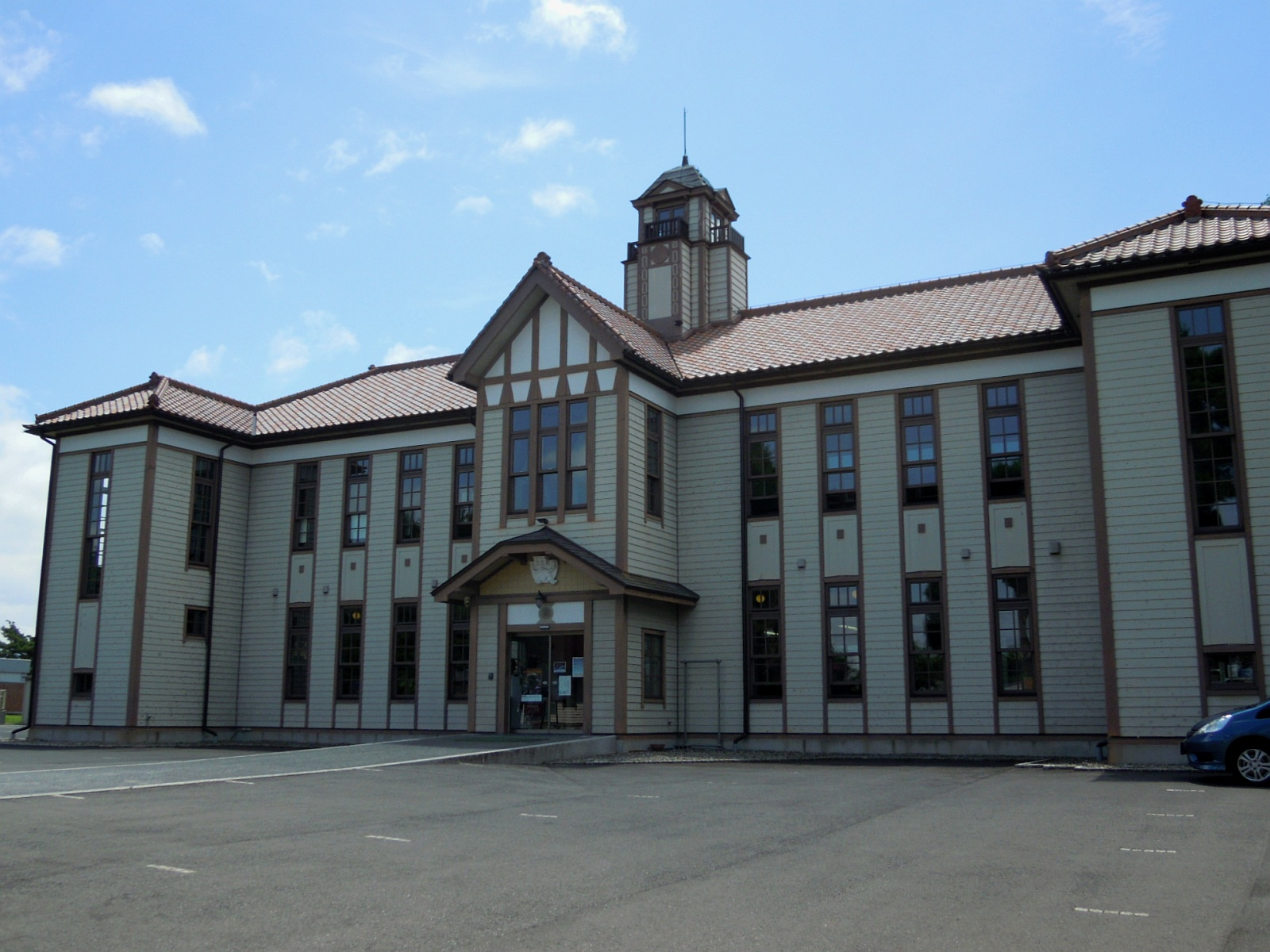
1921年に完成した緯度観測所旧本館（現：水沢VLBI観測所 奥州宇宙遊学館 ）。登録有形文化財。

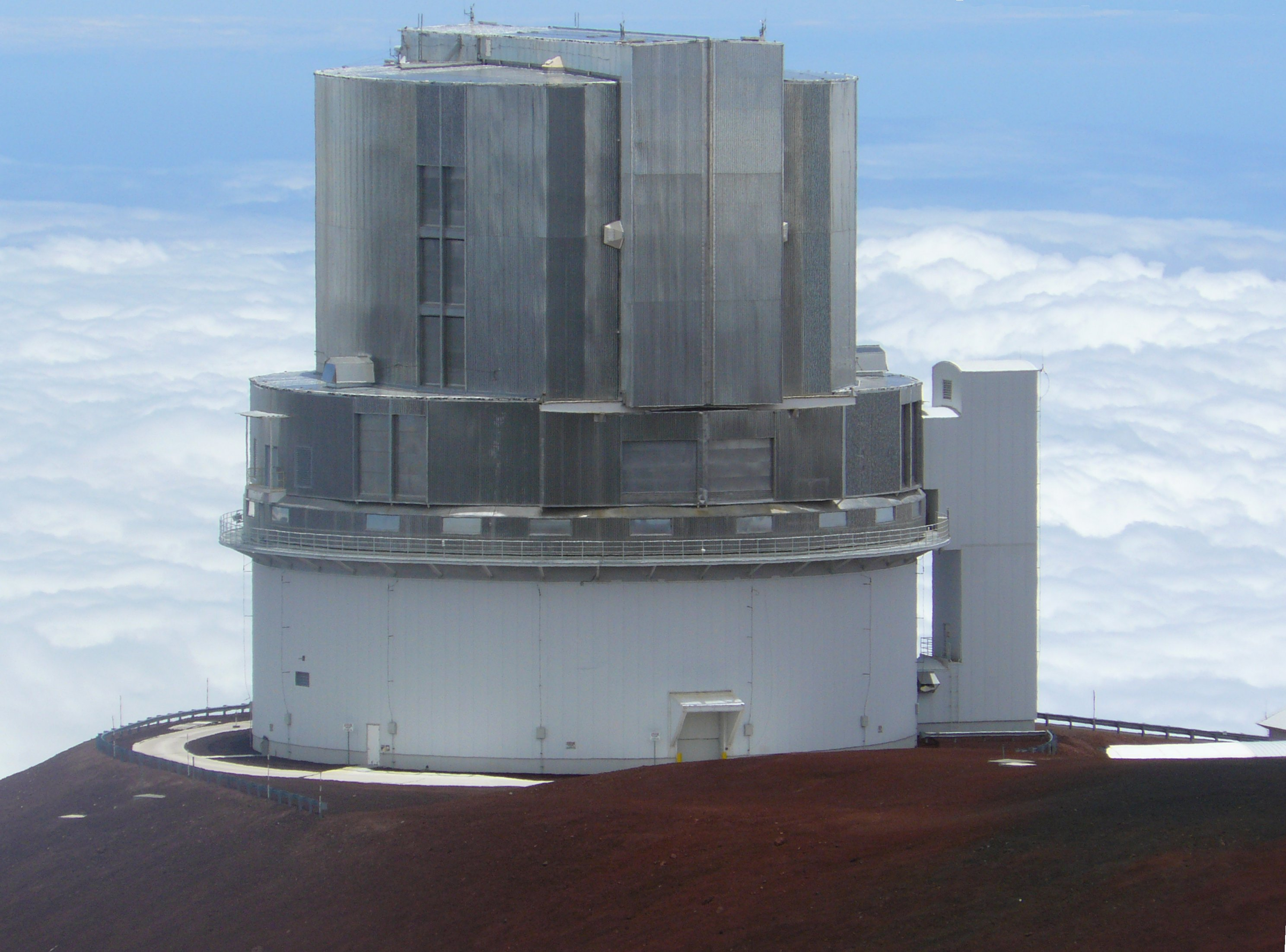
すばる望遠鏡を納める円筒形ドーム

- 1872年 - 海軍水路寮（海洋情報部の前身）が東京府麻布区飯倉（現：東京都港区麻布台）に観象台を設置[6]。
- 1872年 - 工部省測量司が葵町大和屋敷（現ホテル・オークラ用地）で気象観測及び天体観測を計画。
- 1874年12月9日 - 内務省地理寮（国土地理院の前身）量地課が御殿山にてトロートン＆シムズ製望遠鏡で金星日面通過観測を行う。
- 1878年 - 東京大学理学部星学科観象台発足（現在の東京都文京区本郷）。
- 1888年 - 東京大学観象台、海軍省観象台、内務省地理局観測課天象部の三者が合併して、海軍省観象台の地に、東京天文台が置かれ帝国大学に属した。同時に、気象部門を中央気象台（現在の「気象庁」の前身）に分離。その後、内務省地理局の所掌事務であった天象観測及び暦書調製が文部大臣の管理となったことで、正式に東京天文台に移管される[7][8][9]。
- 1894年 - 明治東京地震で非常な被害を被った建物があったが、日清戦争が始まる時期で、改築も覚束ない状況で仮修理を行う[10][11]。
- 1899年 - 岩手県胆沢郡水沢町（現在の奥州市水沢）に臨時緯度観測所発足。
- 1909年 - 東京天文台の拡張のため、周辺の市街化が進み手狭な東京府東京市麻布区の敷地からの移転改築を迫られ、東京府北多摩郡三鷹村の土地を購入する[11][12]。
- 1914年 - 三鷹で建設工事を開始する[13]。
- 1920年 - 臨時緯度観測所が緯度観測所となる。
- 1922年 - 緯度観測所が万国緯度観測事業 (ILS) の中央局となる（1936年まで）[14]。
- 1923年 - 関東大震災によって子午環が破壊される。
- 1924年 - 震災に伴う被害のため予定より遅れて、東京天文台を東京府東京市麻布区から東京府北多摩郡三鷹村（現：東京都三鷹市）の現在地に移転する[15][16]。
- 1925年 - 理科年表刊行開始[17]。
- 1943年 - 戦中統制経済によって、紙やその他物資が不足し、理科年表の編纂を中止。
- 1945年2月 - 火災により一部の資料を焼失。
- 1946年 - 理科年表の編纂を再開。射場保昭が私設天文台を廃止するのに合わせ機材や星図などを寄贈される。
- 1949年 - 名古屋大学空電研究所発足。
- 1960年10月19日 - 岡山天体物理観測所が開所[18]。
- 1962年11月1日 - 埼玉県堂平山に堂平観測所設置。
- 1988年 - 東京大学東京天文台・緯度観測所・名古屋大学空電研究所第三部門を改組統合、大学共同利用機関「国立天文台」発足。
- 1997年 - ハワイ島ヒロ市に、日本初の海外研究施設であるハワイ観測所開設。
- 1999年 - 口径8.2メートル反射式天体望遠鏡「愛称：すばる望遠鏡」のファーストライト。
- 2000年 - 堂平観測所閉鎖。同観測所を都幾川村に移管。村はのちに町制施行され「ときがわ町星と緑の創造センター」となる。
- 2002年 - チリアタカマ砂漠に、海外天体観測施設であるASTE望遠鏡設置。
- 2004年 - 行政改革に伴う統合計画によって、大学共同利用機関法人 自然科学研究機構 「国立天文台」発足。
- 2005年 - 沖縄県石垣市に一般公開型天体観測施設である石垣島天文台開設。
- 2010年 - 乗鞍コロナ観測所閉鎖。
- 2011年 - アタカマ大型ミリ波サブミリ波干渉計（アルマ望遠鏡）が科学観測を開始。
- 2018年 - 岡山天体物理観測所を廃止。ハワイ観測所岡山分室に改組。
- 2019年 - 重力波望遠鏡KAGRAが完成[19]。

## 活動

### 概説

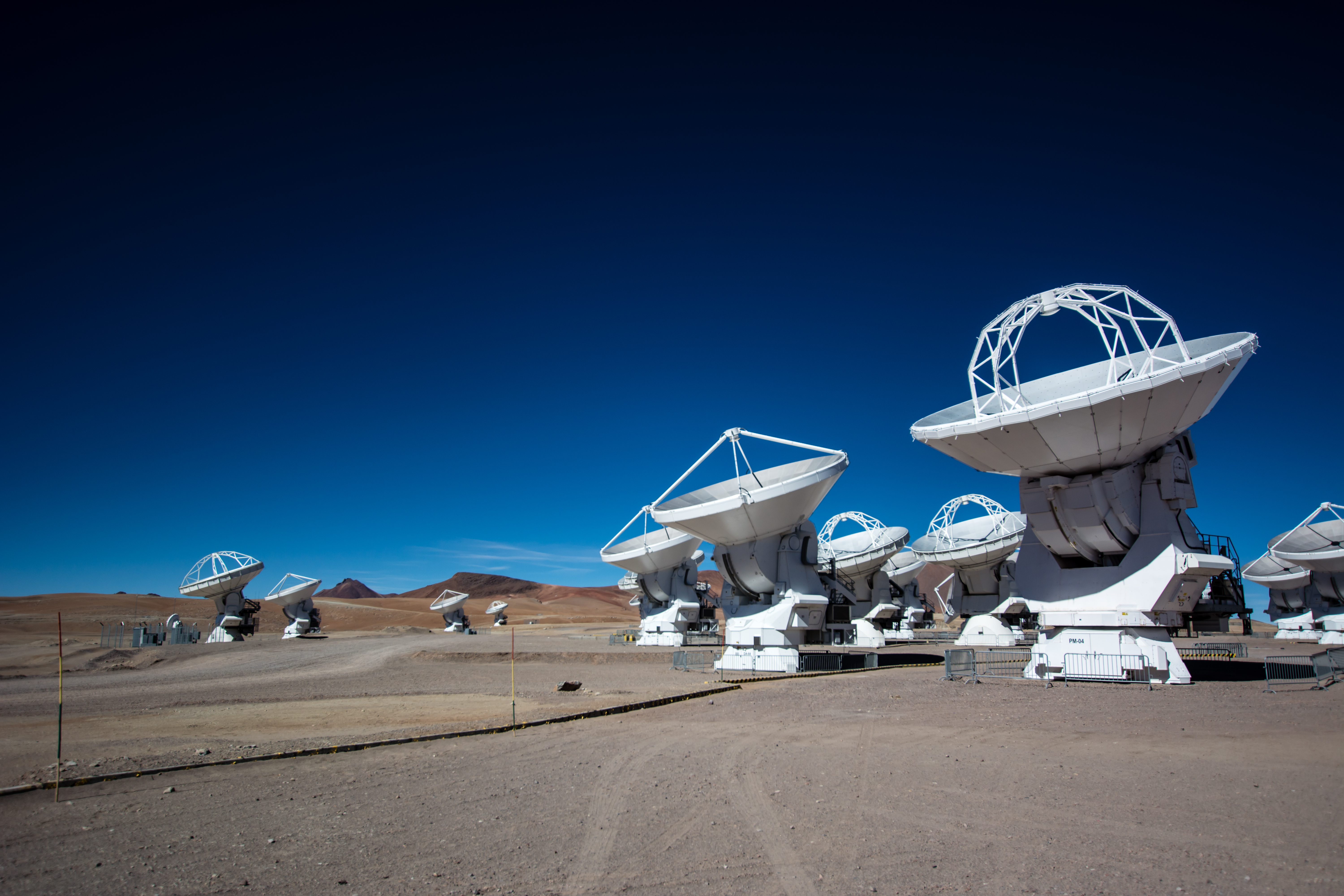
アルマ望遠鏡

国立天文台は日本の天文学研究における代表的な研究機関として、天文学および天体物理学に関連する分野の研究教育活動をほぼ網羅する。また大学共同利用機関として、大規模な観測装置の開発と運用を行い、国内外の研究者からの提案に基づく「共同利用」を実施している。国内の観測施設のみならずすばる望遠鏡やアルマ望遠鏡など海外にも望遠鏡を設置・運用しているほか、太陽観測衛星ひのでや月探査機かぐやなど、飛翔体による天文学・惑星科学研究も行っている。天文学専用スーパーコンピュータの運用によるシミュレーション天文学の推進や、先進的な観測装置の開発研究も行っている。また、理科年表の編集を創刊以来行っている。

### 国家事業
国家事業として、「暦象年表」や「暦要項」などの暦書編製を行う「暦計算室」や中央標準時の決定、および現示を行う「天文保時室」などの部署を設置し、国立天文台は時の標準において情報通信研究機構や産業技術総合研究所と並んで日本の代表的機関の一つである 。

## 組織
国立天文台の組織はプロジェクト室・センター・研究部の3つに大きく分かれる。各組織は以下の通りである。特に明記していないものは三鷹キャンパス内に組織を設置。

### プロジェクト室
プロジェクト室は、国立天文台が大学共同利用機関として、各大学等の研究室からの利用申請に基づいて様々な観測や実験の実施や開発研究を円滑に行なうために設置された組織である。国立天文台が日本国内外にて運用を行う各観測所もプロジェクト室の一種となっている。
現在では、各フェーズ毎に、Aプロジェクト・Bプロジェクト・Cプロジェクトに分類する。それぞれ、Aプロジェクトが萌芽的な研究開発活動を行う小規模プロジェクト、Bプロジェクトが建設段階にある研究事業、Cプロジェクトが運用段階にある研究事業として区分することになっている。

#### Cプロジェクト
Cプロジェクトは、観測装置群の運用、観測業務、観測データ解析を行う施設である。観測業務は、国内外の研究者から提出される観測計画に基づき実施されており、観測データは観測計画を立てたグループ等に公開され解析が行われるほか、一定期間経過後にインターネット上に公開されたデータアーカイブで一般に公開される。
水沢VLBI観測所（岩手県奥州市水沢）日本における国際緯度観測事業開始の地であり、現在はVERA計画を中心に超長基線電波干渉法(VLBI)を用いた観測を推進している。
太陽観測科学プロジェクト （東京都三鷹市）太陽フレア望遠鏡および太陽観測衛星「ひので」を運用する。
太陽フレア望遠鏡太陽磁場の観測を行う望遠鏡。三鷹キャンパスに設置されている。
太陽観測衛星「ひので」「ようこう」の後継として打ち上げられた太陽観測衛星「ひので」(SOLAR-B)の開発研究ならびに運用を進める組織。宇宙航空研究開発機構 (JAXA)の宇宙科学研究本部との共同プロジェクト。「ひので」の打ち上げ成功・観測開始に伴い、SOLAR-B推進室から観測所としての性格を持つ当プロジェクトへと移行した。
野辺山宇宙電波観測所 （長野県南佐久郡南牧村）国内最大級のミリ波望遠鏡(45m望遠鏡)を運用する観測所。
天文シミュレーションプロジェクト天文学専用スーパーコンピュータを運用し、シミュレーション天文学を推進する組織。水沢VLBI観測所内にスーパーコンピュータ「アテルイⅡ」を設置。
ハワイ観測所 （アメリカ合衆国ハワイ州ハワイ島）世界最大級の一枚鏡による望遠鏡であるすばる望遠鏡を運用する観測所。
アルマプロジェクト（東京都三鷹市）アタカマ砂漠に設置されたアタカマ大型ミリ波サブミリ波干渉計（アルマ望遠鏡）を国際協力で運用する際の東アジアの窓口となる組織。
チリ観測所（チリ）アタカマ砂漠に設置されたアタカマ大型ミリ波サブミリ波干渉計（アルマ望遠鏡）およびASTE望遠鏡の現地運用を担う組織。

#### Bプロジェクト
Bプロジェクトは、観測装置の建設や部分的な運用を行う。観測装置が本格的稼動すると、Cプロジェクトへ移行し各観測業務並びに運用、解析業務を行うことになっている。
重力波プロジェクト重力波望遠鏡の研究開発を進める組織。東京都三鷹市の国立天文台構内にある実験的な重力波望遠鏡TAMA300の運用並びに岐阜県飛騨市に建設中の重力波望遠鏡KAGRAの建設を担う。
TMT推進室直径30mの可視光赤外線望遠鏡TMTに向けた研究開発を進める組織。

#### Aプロジェクト
Aプロジェクトは、研究開発段階にあるプロジェクトを推進する。
JASMINEプロジェクト赤外線による位置天文衛星計画の技術開発、ならびに検討を進める組織。
小型JASMINE2024年頃打ち上げ予定の赤外線による位置天文衛星。宇宙航空研究開発機構宇宙科学研究所との共同プロジェクト。
Nano-JASMINE超小型衛星を使った赤外線による位置天文衛星。
RISE月惑星探査プロジェクト月探査機「かぐや」・「おうな」・「おきな」の観測装置のうち惑星測地学探査に必要な機器類の開発研究並びに運用、小惑星探査機はやぶさ2に搭載されたレーザ高度計の開発を行ったほか、木星の衛星を探査する国際ミッションJUICEに搭載するガニメデレーザ高度計を開発している。
SOLAR-Cプロジェクト太陽観測衛星ひのでの後継機SOLAR-Cの実現を目指すプロジェクト。観測ロケットや気球による太陽観測も実施している。
すばる超広視野多天体分光器プロジェクトすばる望遠鏡に搭載する超広視野多天体分光器 (Prime Focus Spectrograph: PFS)を開発するプロジェクト。
すばる広視野補償光学プロジェクトすばる望遠鏡に搭載する広視野補償光学装置を開発するプロジェクト。
ASTEプロジェクトASTE望遠鏡 (Atacama Submillimeter Telescope Experiment) （アルマ望遠鏡に10年ほど先駆けてアタカマ砂漠に設置された直径10mのサブミリ波望遠鏡）を運用するプロジェクト。

### センター
センターは、国立天文台の基盤となる観測業務活動を支援する組織である。
天文データセンター天文科学関連データベースの国内外との連携センター（各国中央天文台との協定の締結によって、天文学データベースの相互利用の推進を実施）。
JVOプロジェクト各国の天文台にて運用が行われている天文学データベースをインターネットによって統合するヴァーチャル天文台プロジェクト。波長の壁を超えて統一的に解析できる新しい天文学研究基盤ソフトウエアの開発研究を目指している。
先端技術センター次世代の天体観測機器についての開発研究を手がけている。
天文情報センター天体科学に関連する広報普及活動を担当し、観測成果や天体現象などの情報を対外的に発信している。彗星や小惑星の発見など天体科学に関する情報を受付け、観測研究成果の確定作業を行っている。
広報室天体科学に関連する広報を実施。
普及室天体科学関連の教育、技術等の普及を実施。
周波数資源保護室天文観測環境の保護を実施。
暦計算室暦の算定ならびに提案を実施。
図書係国立天文台図書室の管理を実施。
出版室国立天文台の各種刊行物の編集・刊行を実施。
国際普及室（OAO）国際天文学連合 (IAU) と国立天文台の協力事業として、天文情報と天文学コミュニケーションの充実を通じて一般の方々への普及を実施。
天文保時室国家事業として、中央標準時の決定及び報時に関する事業を実施。2023年3月現在は水沢キャンパスで運用しているが、徐々に三鷹に移設しようとしている。
石垣島天文台現地の団体と連携して運営し、天文学のアウトリーチを実施。

### 科学研究部
研究者の自由な発想に基づく研究を行う組織。科学研究部に所属する研究者は、望遠鏡運用や装置開発の義務を負わず、天文学研究に集中することができる。
観測波長及び研究手法の違いに基づいて「光赤外研究部」「電波研究部」「太陽天体プラズマ研究部」「理論研究部」の4研究部が設置されていたが、多波長天文学の進展などの情勢を受け、2019年4月に4研究部が統合されて科学研究部となった。

### 終了したプロジェクト
野辺山太陽電波観測所 （長野県南佐久郡南牧村）太陽電波観測の草分けである観測所。国立天文台による運用は2015年3月31日をもって終了し、主力装置であった電波ヘリオグラフは名古屋大学を中心とした国際コンソーシアムが運用を行っている。
岡山天体物理観測所（岡山県浅口市鴨方町）日本における光学スペクトル観測の発祥の地。国立天文台のプロジェクトとしては2018年3月31日に運用を終了した。その後は、国立天文台ハワイ観測所岡山分室として、京都大学3.8m望遠鏡の共同利用運用を行っている。
乗鞍コロナ観測所 （長野県松本市安曇）日本において国産かつ国内初のコロナグラフが設置された観測所。老朽化により2010年3月31日に閉鎖されたが、2011年度より自然科学研究機構乗鞍観測所として天文学に限らない科学研究の場として使用が再開された。
太陽系外惑星探査プロジェクト室

### 大学院教育
総合研究大学院大学を構成する機関として、大学院博士5年一貫課程・博士後期課程の教育を行っている。

### 施設の公開
各観測所では一部施設内を一般公開しており見学できる。三鷹では天文台歴史館や展示室など日本の天体観測や天文台の歴史、近況などがわかるように見学コースが設けられている。他、国立天文台では現在、植生保全に取り組んでおり、三鷹の敷地内の一部では立ち入りや動植物の採取を禁止している。そのため現在の三鷹周辺ではほとんど見られない手付かずの自然を見られ、天文台移転前の三鷹の面影を垣間見ることができる。

## 文化財
重要文化財
- 子午儀 - レプソルド子午儀

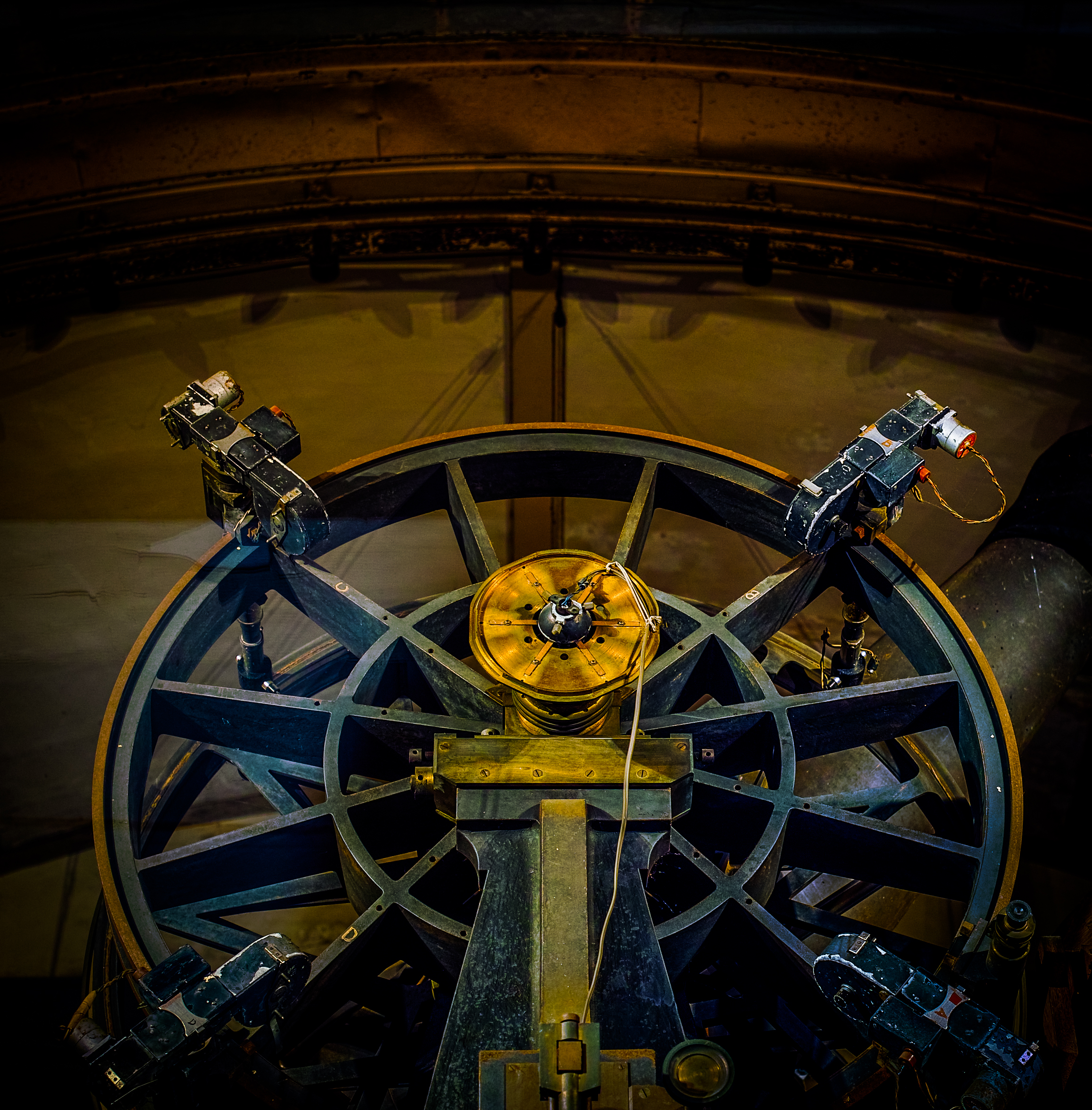
1903年（明治33年）にフランスで制作され輸入されたゴーチェ子午環。

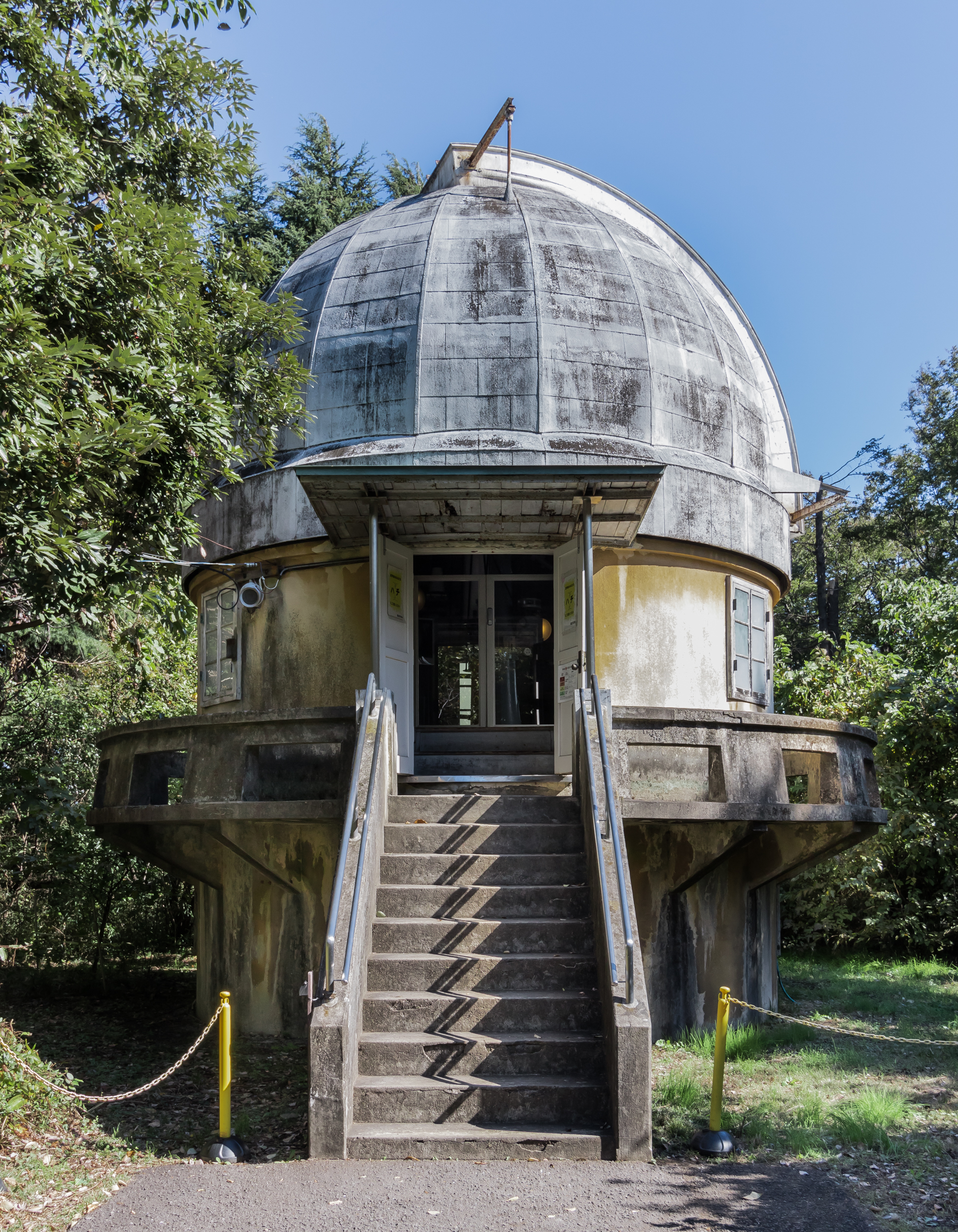
1921年（大正10年）に完成した第一赤道儀室（三鷹キャンパス）。国の登録有形文化財に登録。

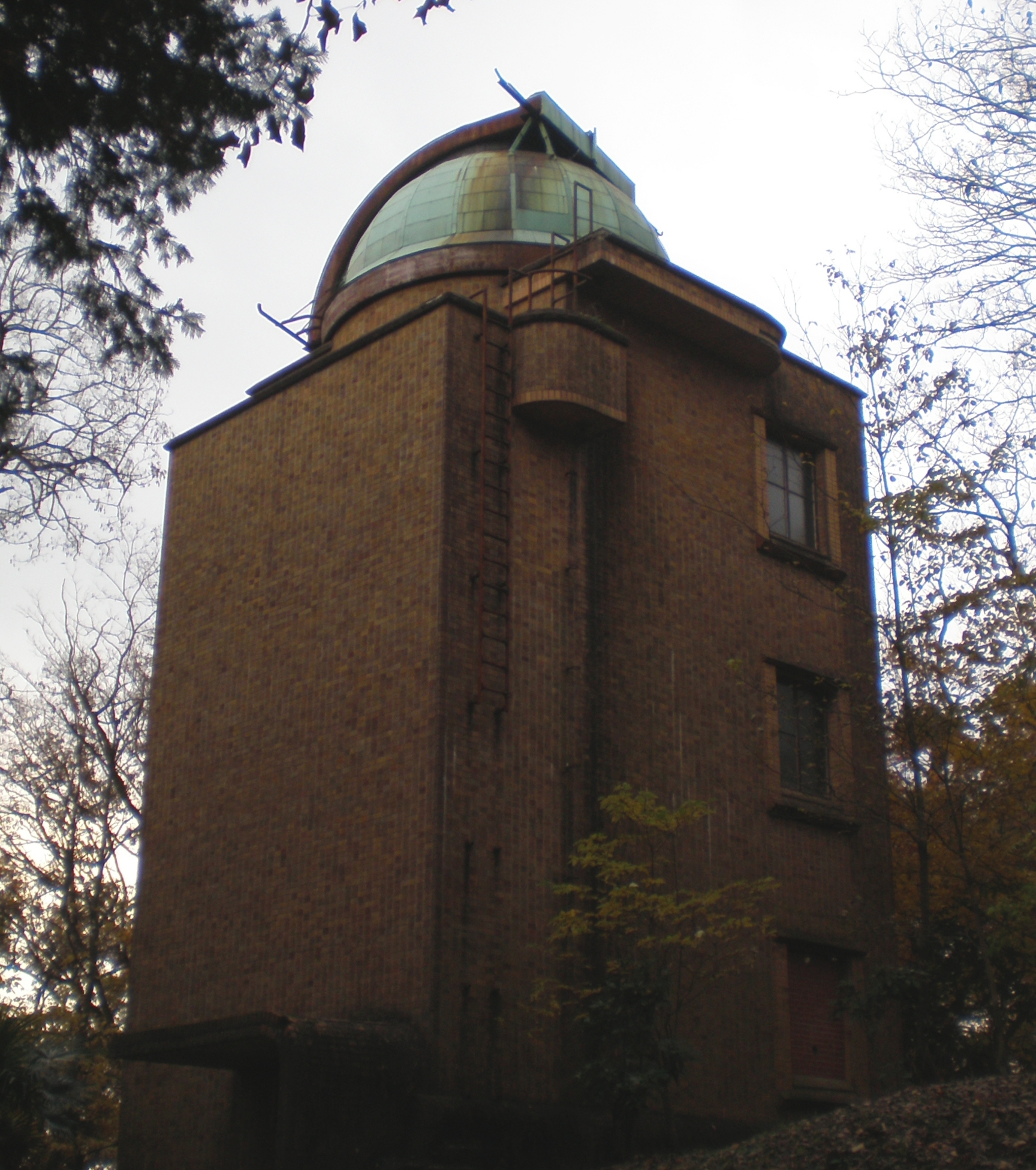
1930年（昭和5年）に完成した太陽望遠鏡（通称「三鷹のアインシュタイン塔」）。国の登録有形文化財に登録。

  - 本体、支持機構、集心儀、反転機、附 水準器

登録有形文化財
- 旧臨時緯度観測所本館 - 現在は木村栄記念館として運営を行っている
- 旧臨時緯度観測所眼視天頂儀室
- 旧臨時緯度観測所眼視天頂儀目標台および覆屋
- 旧緯度観測所本館
- 太陽分光写真儀室 - 通称、太陽塔望遠鏡、アインシュタイン塔
- 大赤道儀室
- 第一赤道儀室
- 旧図書庫
- 子午儀資料館
- ゴーチェ子午環室

## 売店・食堂
三鷹キャンパスのコスモス会館に東京大学生協の天文台支店がある。

## 発行物
- 1953年10月29日、東京天文台創設75年記念の切手が1種（10円）、発行された。
- 1960年10月19日、岡山天文物理観測所開所記念の切手が1種（10円）、発行された。